# Cléguérec
Cléguérec (in bretone: Klegereg) è un comune francese di 2 961 abitanti situato nel dipartimento del Morbihan nella regione della Bretagna.

## Società

### Evoluzione demografica
Abitanti censiti